# Malroy
Malroy là một xã trong vùng hành chính Lothringen, thuộc tỉnh Moselle, quận Metz-Campagne, tổng Vigy. Tọa độ địa lý của xã là 49° 10' vĩ độ bắc, 06° 12' kinh độ đông. Malroy nằm trên độ cao trung bình là 200 mét trên mực nước biển, có điểm thấp nhất là 160 mét và điểm cao nhất là 205 mét. Xã có diện tích 3,54 km², dân số vào thời điểm 1999 là 339 người; mật độ dân số là 95 người/km². Malroy nằm về phía đông của Metz.

## Thông tin nhân khẩu
| 1962 | 1968 | 1975 | 1982 | 1990 | 1999 |
| ---- | ---- | ---- | ---- | ---- | ---- |
| 231  | 281  | 297  | 297  | 304  | 339  |